# Прва вечер
„Прва вечер” је југословенски и македонски телевизијски филм из 1975. године. Режирао га је Димитре Османли а сценарио су написали Владо Малевски и Димитре Османли.

## Улоге
| Глумац             | Улога    |
| ------------------ | -------- |
| Катина Иванова     | Стојанка |
| Афродита Кирјанова | Менка    |
| Љупчо Петрушевски  | Павле    |
| Томе Витанов       | Сандре   |
| Тодор Николовски   | Божин    |
| Кирил Ќортошев     | Андон    |
| Ратка Чоревска     | Неда     |
| Борис Чоревски     | Климе    |
| Добрила Пучкова    |          |
| Веска Вртева       |          |
| Ванчо Петрушевски  |          |
| Блаже Славев       |          |
| Диме Илијев        |          |
| Александар Ѓоргиев |          |
| Снежана Киселичка  |          |